# The Expanse
The Expanse är en amerikansk TV-serie från 2015 skapad av Mark Fergus och Hawk Ostby, och är baserad på bokserien The Expanse av James S. A. Corey. 
Serien utspelar sig i en framtid där mänskligheten har koloniserat solsystemet. Serien följer Förenta Nationernas undersekreterare Chrisjen Avasarala (Shohreh Aghdashloo), polisdetektiv Josephus Miller (Thomas Jane) och skeppsofficeraren Jim Holden (Steven Strait) och hans besättning medan de klarar upp en konspiration som hotar freden i solsystemet och mänsklighetens överlevnad. 
Serien fick positiva recensioner. Den fick Hugopriset för bästa dramatiska presentation samt nominerades till en Saturn Award.
Alcon Entertainment producerade och finansierade seriens tre första säsonger och sålde dem till Syfy där serien premiärvisades den 23 november 2015. I maj 2018 bestämde Syfy sig för att inte köpa rättigheterna till framtida säsonger och meddelade att serien skulle ställas in. 2019 köpte Amazon Prime rättigheterna till serien och spelade in ytterligare tre säsonger, som sändes 2020–2022.